# A környezet elhasználódása
A környezet elhasználódása az a folyamat, melynek során a környezet által biztosított megújuló erőforrások felhasználása meghaladja azok újratermelődési sebességét. A folyamatra kiváló példa lehet a bálnavadászat vagy éppen az esőerdőket felégető mezőgazdaság, mely nem képes a frissen nyert területeken fenntartható módon biztosítani a termelést. Ha az erőforrások felhasználása tartósan meghaladja azok újratermelő képességét az a környezet pusztulásához, vezet, ami tovább rombolja az erőforrások újratermelésének képességét.

## Példák
A környezet elhasználódására jó példa lehet a Húsvét-sziget története, melynek lakossága a sziget erőforrásait túlhasználva találkozott az erdőpusztulás és a környezet pusztulásának problémájával, a modern ipari módszerek használata nélkül is. A Száhel-övezet növekedése szintén jó példája lehet a jelenségnek.